# 善竹橋

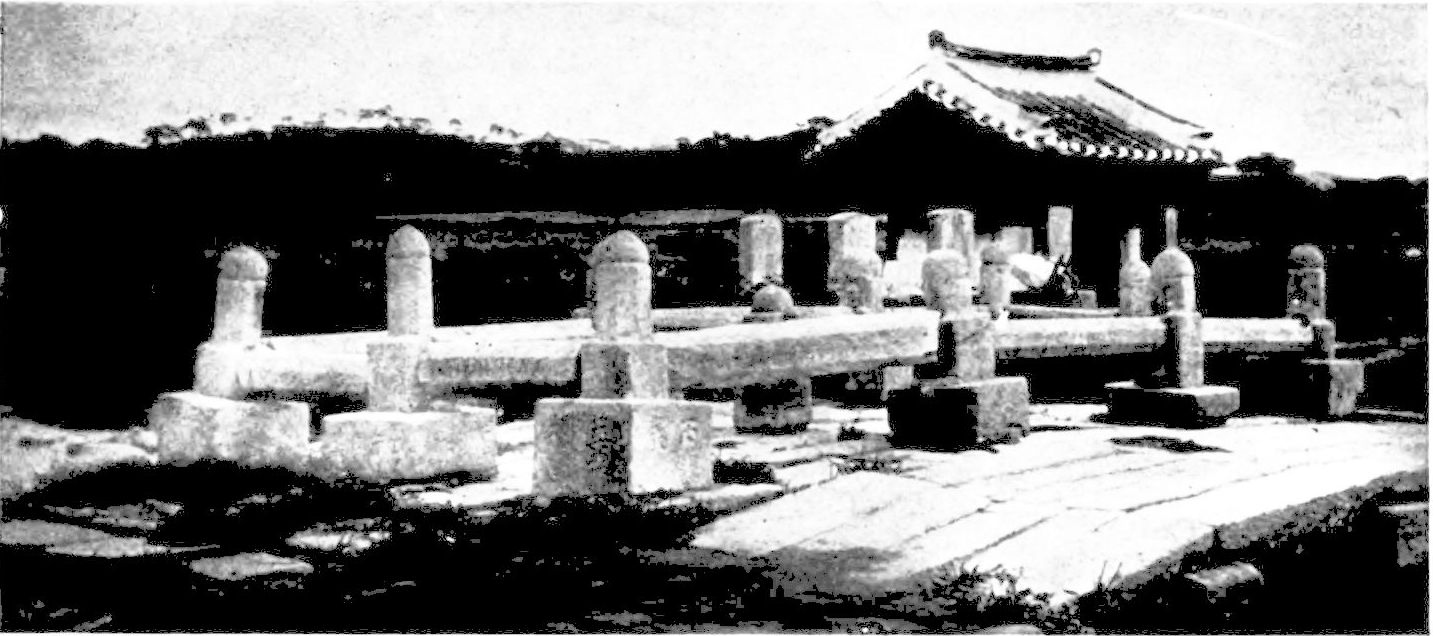
攝於1906年。

善竹橋（：／）位於朝鮮開城市子男山南麓。「善竹橋」被列為第36號國寶，受法例保護。

## 建築
- 它是一座用花崗石建造的橋粱，原名善地橋，總長6.67公呎，寬2.54公呎。在高麗時代末期，忠臣鄭夢周被李成桂第五子李芳遠行刺遇害在善竹橋上，促成了朝鮮王朝的興起，改稱為善竹橋。鄰近還有豎立有多座紀念碑：
  - 聖人碑：在公元1641年建造，讚揚鄭夢周先生的碑記。
  - 國事碑：追悼與鄭夢周先生同時遇害的馬伕而設的紀念碑。
  - 下馬碑：為了悼念鄭夢周先生，朝鮮王下令不論貴族及平民，均必須在此處下馬，步行進入。
  - 表忠碑：包括兩塊石碑及一座碑亭，其中一塊由朝鮮英祖於公元1740年建造，目的勉勵民眾仿效鄭夢周先生忠貞於國家的情操；另一塊是由朝鮮高宗於公元1872年建造。

- 善竹橋後面有崧陽書院，是鄭夢周的故居。